# Charlie Mackesy
Charlie Mackesy (nascido em 11 de dezembro de 1962)  é um artista, ilustrador e autor britânico de The Boy, the Mole, the Fox and the Horse.

## Carreira
Mackesy começou sua carreira como cartunista para The Spectator, antes de se tornar ilustrador de livros para a Oxford University Press. Ele também trabalhou com Richard Curtis no set de Love Actually para criar um conjunto de desenhos a serem leiloados para a Comic Relief; ele continuou a trabalhar com a caridade que ele ama. Ele foi selecionado para trabalhar no projeto Unity Series de Nelson Mandela, um projeto de litografia trabalhando junto com Mandela nos desenhos que ele fez.
Seus bronzes podem ser encontrados em espaços públicos de Londres, incluindo Cemitério de Highgate e Brompton Road. Suas pinturas foram amplamente exibidas, mais frequentemente em galerias de Londres e Nova York.
Seu trabalho foi apresentado em livros, coleções particulares, galerias, capas de revistas, postes de iluminação pública, salas de aula, cafés, casas seguras para mulheres, igrejas, prisões, enfermarias de hospitais e inúmeros outros espaços públicos em todo o mundo. Mackesy foi contatado por uma editora que tinha visto seus desenhos no Instagram e posteriormente publicado com ele na Ebury Press. The Boy, the Mole, the Fox and the Horse, foi publicado pela primeira vez em outubro de 2019 e passou mais de 100 semanas na lista dos dez mais vendidos do Sunday Times; é o livro de capa dura número um mais longo do Sunday Times de todos os tempos. Seu livro foi selecionado como o Waterstones Book of the Year 2019 e o Barnes and Noble Book of the Year 2019 (o primeiro livro a ser premiado no mesmo ano) e foi selecionado para o British Book Awards em 2020.
Mackesy estava entre os vencedores do Nielsen Bestseller Awards de 2020, com The Boy, the Mole, the Fox and the Horse alcançando o status de platina. Todos os títulos que alcançam o status platina são introduzidos no "Hall da Fama do século 21", que agora inclui 149 títulos. Em 2020, oito livros ultrapassaram o limite de vendas de milhões de exemplares do Platinum Award. Mackesy foi premiado como Artista do Ano da Maddox Gallery no GQ Men of the Year Awards em 2020 e Ilustrador do Ano no British Book Awards em 2021. Mackesy codirigiu e coescreveu o curta-metragem de animação baseado no livro. Em março de 2023, Mackesy e Matthew Freud ganharam o Oscar de Curta de Animação por The Boy, the Mole, the Fox and the Horse.

## Vida pessoal
Mackesy cresceu em Northumberland e frequentou o Radley College e a Queen Elizabeth High School, Hexham. Ele também frequentou a universidade por um breve período duas vezes, mas saiu em ambas as ocasiões em uma semana.
Os avós paternos de Mackesy eram o major-general Pierse Joseph Mackesy e a escritora Leonora Mackesy (nascida em 1902), que escreveu romances Harlequin como Leonora Starr e Dorothy Rivers.
Ele viveu e pintou na África do Sul, na África Subsaariana e nos Estados Unidos. Ele reside entre Brixton, sul de Londres e Suffolk com seu cachorro Barney. Longe da arte, Mackesy co-dirige Mama Buci, uma empresa social de mel na Zâmbia, e ajudou a administrar um projeto para sem-teto em Londres.